# Allograpta macquarti
Allograpta macquarti är en tvåvingeart som först beskrevs av Blanchard 1852.  Allograpta macquarti ingår i släktet Allograpta och familjen blomflugor. Inga underarter finns listade i Catalogue of Life.